# Prostatický specifický antigen

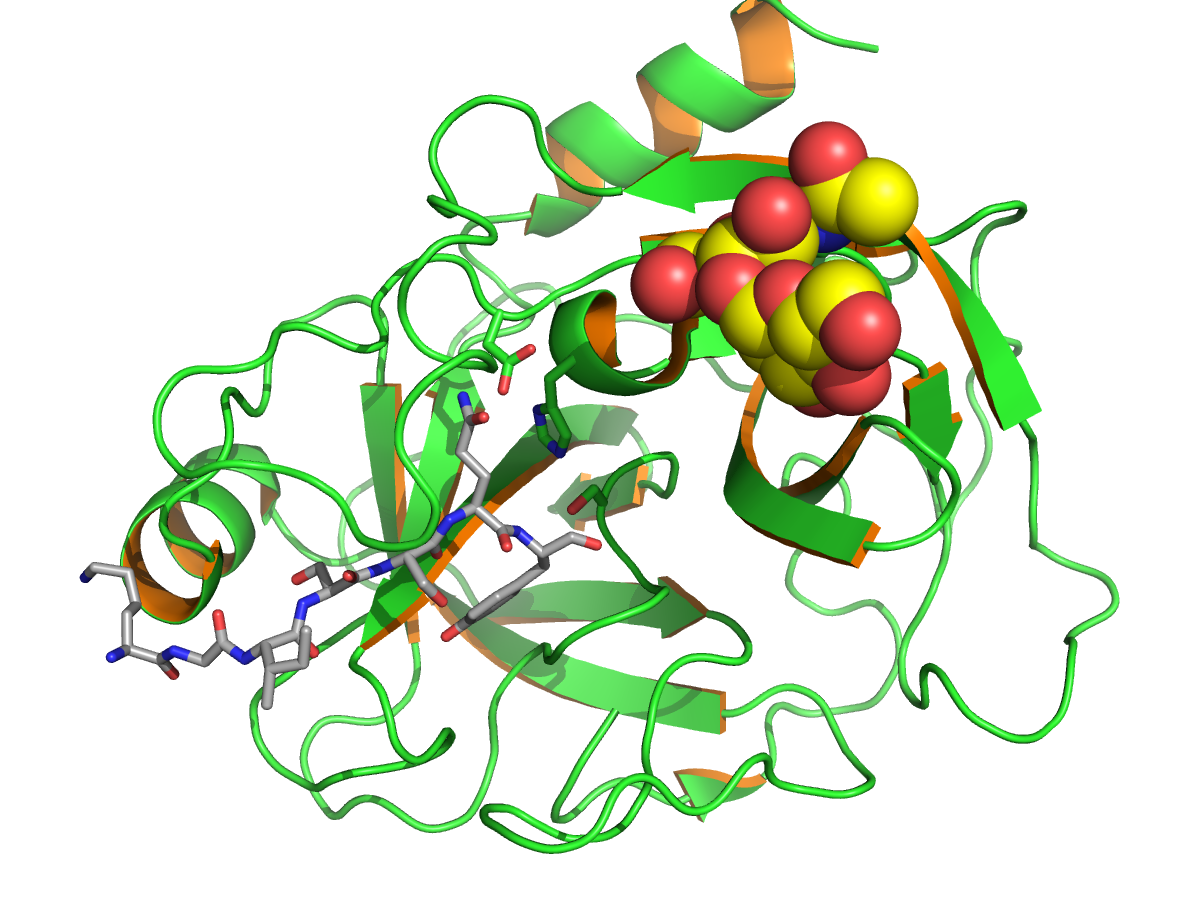
Kallikrein-3 (KLK3)

Prostatický specifický antigen (PSA), známý také jako gamma-seminoprotein nebo kallikrein-3 (KLK3), je protein tvořený a secernovaný epitelem prostaty; slouží ke zkapalnění spermatu s cílem usnadnit pohyb spermií. Předpokládá se rovněž, že napomáhá zvlhčení cervikální sliznice, a tím podporuje průchod spermií.
Identifikován byl v roce 1970 Richardem J. Ablinem a používá se jako test rakoviny prostaty.